# Mariä Himmelfahrt (Lippertskirchen)

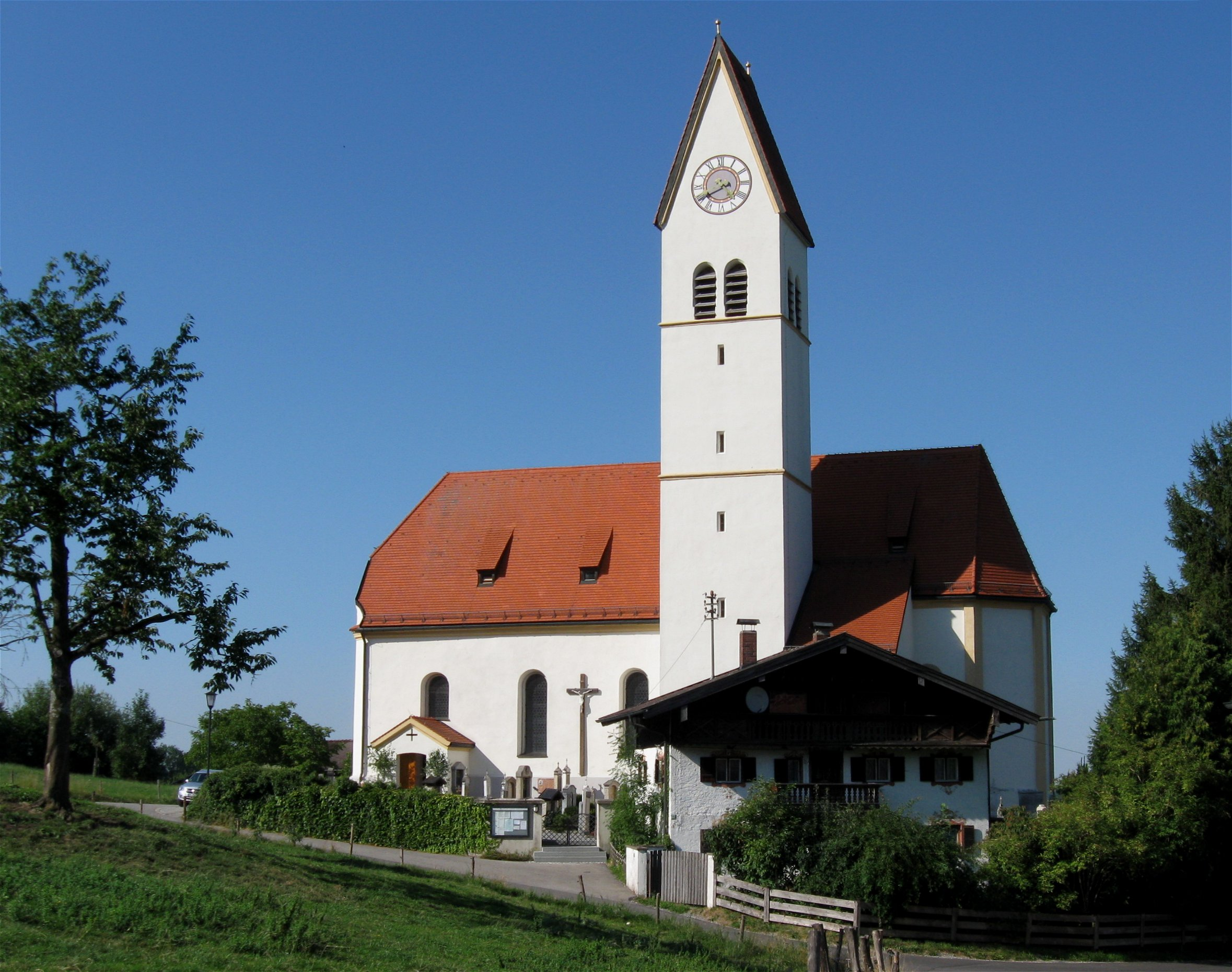
Mariä Himmelfahrt in Lippertskirchen

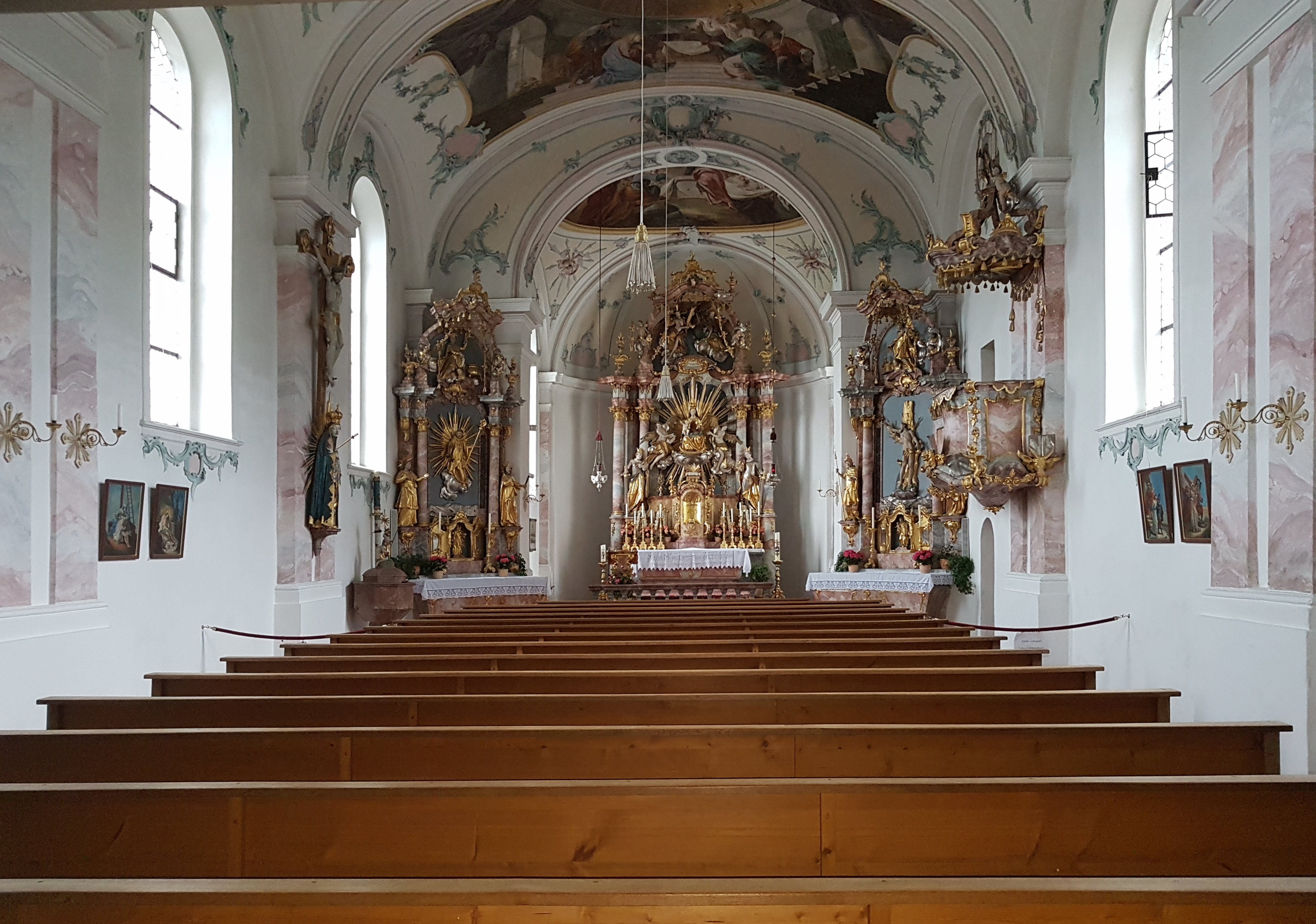
Blick zum Chor

Die römisch-katholische Filialkirche St. Mariä Himmelfahrt, die ehemalige Wallfahrtskirche Maria Morgenstern, steht in Lippertskirchen, einem Gemeindeteil von Bad Feilnbach im oberbayerischen Landkreis Rosenheim. Das Bauwerk ist in der Liste der Baudenkmäler in Bad Feilnbach unter der Nr. D-1-87-129-67 eingetragen. Das Patrozinium der Kirche wird am 15. August (Mariä Himmelfahrt) gefeiert. Die Kirche gehört zum Dekanat Rosenheim im Erzbistum München und Freising.

## Beschreibung

### Gebäude und Glocken
Die im 15. Jahrhundert errichtete spätgotische Saalkirche wurde 1788 unter Leitung von Franz Anton Kirchgrabner barock umgebaut. Sie besteht aus dem Langhaus mit Kappendecke zu vier Jochen, dem eingezogenen, dreiseitig geschlossenen Chor mit Kuppel im Osten und dem Chorflankenturm an der Südwand des Chors. Im obersten Geschoss des Turms steht der Glockenstuhl. An den quergestellten Giebeln sind die Zifferblätter der Turmuhr angebracht.
Die Kirche hat ein fünfstimmiges Geläut mit den Tönen h°, d', e', fis' und a'. Gegossen wurden die Glocken alle von der Glockengießerei Grassmayr in Innsbruck, die große und die mittlere 1899, die zweitgrößte 1869 und die beiden kleinen 1927. 1899 waren vier Glocken gegossen worden, von denen zwei im Ersten Weltkrieg zum Einschmelzen für Waffen abgeliefert werden mussten und 1927 ersetzt wurden.

### Ausstattung
Die Fresken an der Decke mit Szenen aus dem Marienleben werden Joseph Hauber zugeschrieben. 
Der Hochaltar von Joseph Götsch mit dem Gnadenbild, einer halb lebensgroßen Statue der bekrönten sitzenden Madonna mit Jesuskind und der Mondsichel unter ihren Füßen als Mittelpunkt, wird von halblebensgroßen Skulpturen der Barbara von Nikomedien und der Katharina von Alexandrien flankiert. Die Madonna stammt wahrscheinlich aus der Zeit um 1520. Im Altarauszug ist die Heilige Dreifaltigkeit dargestellt, dekoriert mit Rocaillen, Vasen, Putten und Blumengirlanden.
Am Übergang vom Langhaus zum Chor stehen leicht schräg die Seitenaltäre, deren Aufbau mit baldachinartigem Auszug ähnlich gestaltet ist wie der des Hochaltars. Die Retabel zeigen in Hochreliefs die Heiligen Leonhard vor einem Strahlenkranz auf dem Gewölke kniend (links) und das Martyrium des Sebastian (rechts). Im Auszug links steht der hl. Vitus und in der tabernakelähnlichen Predella die hl. Anna mit Maria, ihrer Tochter sowie im Auszug rechts der hl. Florian und in der Predella der hl. Josef mit dem Jesuskind. Flankiert werden die Hochreliefs von den seitlichen Figuren der Heiligen Stephan und Bartholomäus (links), sowie Georg und Helena (rechts).
Die Kanzel ist auch ein Werk von Joseph Götsch; sie entstand 1785. Der Korb ist mit Blumengirlanden dekoriert und zeigt am unteren Rand vergoldet die Symbole der vier Evangelisten, den Menschen für Matthäus, den Löwen für Markus, den Stier für Lukas und den Adler für Johannes. Oben auf dem mit Quasten und mit einem Rocaillemotiv verzierten Schalldeckel hält ein Putto die Tafeln der Zehn Gebote. Unter dem Deckel ist in einem Strahlenkranz die Taube als Symbol des Heiligen Geistes angebracht.
Das Wandkreuz links im Langhaus mit der schmerzensreichen Muttergottes, die ein Schwert in der Brust trifft, schuf Joseph Götsch ebenfalls. Die Darstellung der Muttergottes greift die Prophezeiung des Simeon (Lk 2,25–35 ) bei der Darstellung Jesu im Tempel auf: „… dir selbst aber wird ein Schwert durch die Seele dringen.“
Der Taufstein mit einem achteckigen Becken ist aus Marmor. Wahrscheinlich stammt er aus der Zeit der Spätgotik und erhielt später den Deckel mit einer Figurengruppe der Taufe Jesu. Die Kreuzwegbilder malte 1965 der Kunstmaler Richard Walberer (1907–1984) nach einem barocken Original.

### Orgel
Die Orgel baute 1997 Orgelbau Linder. Sie hat neun Register, mechanische Trakturen, ein Manual und Pedal.